# Китникес
Китникес (сир од дуња) је врста слаткиша у облику тврдог желеа, који се добија кувањем комадића дуња са шећером и лимуновим соком. Најчешће се у ову масу додају и уситњени ораси. У Србији се највише спрема у Војводини. 
Традиционално и претежно са Иберијског полуострва, назива се ate или dulce de membrillo на шпанском, marmelada на португалском, marmelo на галицијском и codonyat на каталонском, где је чврста, лепљива, слатка црвенкаста тврда паста направљена од дуње (Cydonia oblonga). Такође је веома популаран у Бразилу (marmelada), Француској (pâte de coing на француском и codonhat на окситанском), Аргентини, Уругвају, Мексику, Парагвају и Чилеу (dulce de membrillo), Италији (cotognata), Перуу (machacado de membrillo), Израелу (ממבריו) и Турској (ayva peltesi).

## Историја
Рецепт је вероватно древног порекла; Апицијев римски кувар, збирка римских рецепата за кување састављена крајем 4. или почетком 5. века нове ере даје рецепте за динстање дуње са медом. 
Историјски гледано, китникес се правио од дуња. Енглеска реч „мармелада“ потиче од португалске речи marmelada, што значи „припрема дуња“ (и користи се за описивање сира од дуња или џема од дуња; „мармело“ = „дуња“). Данас (на енглеском), „Мармелада је желирани воћни производ који у себи садржи целу или део воћне пулпе и исечену кору. Припрема се од кашастих плодова, пожељно оних који садрже пектин. Агруми су посебно пожељни због свог укуса и садржаја пектина.“

## Припрема
Китникес се припрема са плодовима дуње. Воће се ољушти и очисти од коре и кува са кашичицом воде и од 500 до 1000 г шећера по кг пулпе дуње, најбоље у експрес лонцу, али може и дуже (40 минута - 1 сат) у обичном лонцу, у овом случају са још мало воде (која ће потом испарити). У експрес лонцу и обичном лонцу добија светлу боју цигле, после дужег кувања, тамну боју цигле. Након што га оставите да се стегне неколико дана у земљаним/глиненим посудама (пожељно), прекривеним круговима пергаментног папира, постаје релативно чврста паста/сир од дуња, довољно густ да задржи свој облик. Укус је сладак, али благо опор (у зависности од количине коришћеног шећера), а по конзистенцији, укусу и употреби сличан је сиру од гуаве или пасти од гуаве.

## Регионалне варијације
У Шпанији, Уругвају, Аргентини, Мексику, Чилеу и Еквадору дуња се кува у црвенкасти блок налик желатину или чврсту црвенкасту пасту познату као dulce de membrillo. У Аргентини, Бразилу и Уругвају слични препарати се праве тако што се дуња замењује другим састојцима, као што су слатки кромпир, тикве, кајсије, смокве или гуава.
Пасафрола, слатки колач уобичајен у Аргентини, Уругвају и Парагвају, обично се пуни китникесом. У Аргентини и Уругвају, комад китникеса који се једе са парчетом меког сира сматра се националним десертом. У Аргентини се помиње као vigilante. У Уругвају је познат као Martín Fierro у односу на народни лик из епске песме аргентинског аутора Хозеа Ернандеза.
На француском „китникес“ или pâte de coing је део божићних традиција у Прованси и део тринаест десерта, који су традиционални десерти који се користе за прославу Божића у француском региону Провансе.
У Србији, посебно у Војводини, целој Мађарској и континенталној Хрватској, односно, Славонији, сир од дуње је често припреман слаткиш и носи назив китн(и)кес, настао од немачког „Quittenkäse“. У Војводини се понекад припрема са додатком ситно ренданог ораха, лешника или семенки бундеве. Понекад би се одређена количина шећера заменила једнаком количином липовог меда.
Китникес, специјалитет Нове Енглеске из 18. века, захтевао је целодневно кључање да би се постигло очврснуло стање, слично француском cotignac-у.
У Мађарској се китникес назива birsalmasajt, и припрема се са малим количинама лимунове коре, цимета или каранфилића и често са ољуштеним орасима унутра. Петер Мелиус Јухаз, мађарски ботаничар, поменуо је китникес још 1578. године као воћни препарат са медицинским предностима.